# Смага Олена Андріївна
Оле́на Андрі́ївна Сма́га (13 січня 2000, Львів) — українська саночниця.

## З життєпису
Народилася 13 січня 2000 року у місті Львів. Випускниця Львівського училища фізичної культури.
Від сезону 2014/2015 бере участь у міжнародних змаганнях з санного спорту. Дебютувала в Обергофі на змаганнях Кубка світу серед юніорів і фінішувала 30-ю. Пізніше покращила показник у Вінтерберзі, фінішувала 16-ю.
У сезоні 2015/2016 покращила особистий рекорд до 15-го місця в Обергофі. На зимових Юнацьких Олімпійських іграх 2016 року в Ліллехаммері була дев'ятою — після першого заїзду — та фінішувала десятою у другому заїзді. Стала переможницею ІІ етапу молодіжного Кубка світу з санного спорту в грудні 2016 року в Калгарі.
Станом на 2022 рік — магістрантка; Львівський державний університет фізичної культури імені Івана Боберського.